# Кјарано (Тревизо)
Кјарано (итал. Chiarano) је насеље у Италији у округу Тревизо, региону Венето.
Према процени из 2011. у насељу је живело 1639 становника. Насеље се налази на надморској висини од 4 м.

## Становништво
| 1936. | 1951. | 1961. | 1971. | 1981. | 1991. | 2001. | 2011. |
| ----- | ----- | ----- | ----- | ----- | ----- | ----- | ----- |
| 4.578 | 4.629 | 3.641 | 2.901 | 2.938 | 3.028 | 3.114 | 3.695 |